# Tim (album)
Pour les articles homonymes, voir Tim.
Albums de Avicii
Avīci (01)
(2017)
Singles
1. SOS
Sortie : 10 avril 2019
2. Tough Love
Sortie : 9 mai 2019
3. Heaven
Sortie : 6 juin 2019

Tim est le troisième et dernier album studio du DJ et producteur suédois Avicii, sorti le 6 juin 2019. Il s'agit également de l'unique album posthume du DJ, sur lequel il travaillait avant sa mort. 
Les revenus de l'album partiront vers la Tim Bergling Foundation, fondation créée par la famille d'Avicii qui aide à la prévention contre le suicide.

## Développement
En avril 2019, il est annoncé qu'Avicii travaillait sur un album avant sa mort. Le producteur Carl Falk décide, avec l'accord de sa famille, de travailler pour sortir un album en finalisant des chansons à partir de démos et maquettes laissées par Avicii. 12 titres sont finalement choisis pour figurer sur l'album.

## Singles
Le premier single extrait de l'album, SOS, avec en featuring le chanteur américain Aloe Blacc, sort le 10 avril 2019.
Un second single extrait de l'album, Tough Love, sort le 9 mai 2019 avec en featuring la chanteuse Agnes et le duo de producteurs Vargas & Lagola.
Le 6 juin 2019, date de sortie de l'album, sort le troisième single extrait, Heaven (en), comportant des vocaux de Chris Martin du groupe Coldplay.

## Pistes
La liste des pistes a été annoncée par Billboard
| 1.    | Peace of Mind (feat. Vargas & Lagola)        | - Avicii - Salem Al Fakir - Vincent Pontare                                                                                                  | 3:00 |
| 2.    | Heaven (feat. Chris Martin)                  | - Avicii - Chris Martin | 4:37 |
| 3.    | S.O.S. (feat. Aloe Blacc)                    | - Avicii - Albin Nedler - Kristoffer Fogelmark - Kandi Burruss - Tameka Cottle - Kevin Briggs                                                | 2:37 |
| 4.    | Tough Love (feat. Agnes & Vargas & Lagola)   | - Avicii - Al Fakir - Pontare - Isak Alverus                                                                                                 | 3:11 |
| 5.    | Bad Reputation (feat. Joe Janiak)            | - Avicii - Carl Falk - Joe Janiak | 3:25 |
| 6.    | Ain't a Thing (feat. Bonn)                   | - Avicii - Falk - Janiak - Joakim Berg | 3:03 |
| 7.    | Hold the Line (feat. A R I Z O N A)          | - Avicii - Lucas von Bahder - Zachary Hannah - David Labuguen - Nathan Esquite - PJ Bianco - Andrew Jackson                                  | 2:51 |
| 8.    | Freak (feat. Bonn)                           | - Avicii - Nedler - Fogelmark - Hachidai Nakamura - Rokusuke Ei - Justin Vernon - Sam Smith - Jimmy Napes - Tourist - Jeff Lynne - Tom Petty | 2:59 |
| 9.    | Excuse Me Mr. Sir (feat. Vargas & Lagola)    | - Avicii - Al Fakir - Pontare - Marcus Thunberg Wessel                                                                                       | 3:07 |
| 10.   | Heart Upon My Sleeve (feat. Imagine Dragons) | - Avicii - Dan Reynolds - Wayne Sermon - Ben McKee - Daniel Platzman                                                                         | 4:14 |
| 11.   | Never Leave Me (feat. Joe Janiak)            | - Avicii - Nedler - Fogelmark - Janiak - Martin Svensson                                                                                     | 2:51 |
| 12.   | Fades Away (feat. Noonie Bao)                | - Avicii - Falk - Janiak - Berg | 2:58 |
| 38:53 |                                              | |      |